# 台湾料理
台湾料理（たいわんりょうり、中国語: 臺灣料理）または台湾菜（たいわんさい、中国語: 臺灣菜）とは、台湾原住民の料理をルーツに持ち、中華料理をベースに日本や西洋、そして台湾独自のアレンジが加わって成立された料理である。
中華民国外交部の公式サイトに拠ると
- 台湾島にはもともとオーストロネシア系の原住民が住んでいた。
- 16世紀からオランダ人やスペイン人の移住によって料理の概念が広まった。
- 17世紀中頃、鄭成功の台湾征服に伴い、中国大陸、特に福建省から多くの閩南人が渡り、閩南人が食べている福建料理が原住民料理と融合して現在の台湾料理の基礎が築かれていた。
- 19世紀には中国大陸からの漢民族や大日本帝国からの日本人が統治者や開拓者として次々に台湾に入植し、多様な料理法がもたらされていた。

こうした結果、台湾料理は400年以上の歴史を経て、独自の食文化へと進化していた。

## 定義と分類
台湾には当初、「台湾料理」という言葉やその漢字表記が存在せず、日本統治時代に名付けられたものである。また、日本統治時代における台湾料理は、現在の意味での台湾料理とは異なり、「日本人に植民地の風習を示すために、台湾島内で存在している全ての料理をまとめて呼んだもの」であった。
国立台湾図書館と国立台湾師範大学の研究に拠ると、現代の台湾料理は2つの意味に分けている：
- 広義の台湾料理：つまり「台湾菜」のこと。台湾で食べられるすべての郷土料理、原住民料理、そして外国料理を台湾風にアレンジしたものの総称。
- 狭義の台湾料理：つまり「台菜」のこと。台菜とは主に「台湾に住む閩南人の料理」を指す。閩南人は中国の福建省からの移住者たちのことであり、現在の台湾人口の約7割を占めている。台湾では他にも中国大陸から来た客家人や外省人がいるが、かれらの料理はこの狭義の「台菜」には含まれない。

小さな種類は非常に多いが、大まかに分けると次の5つに分類できる：
1. 古典臺菜：いわゆる「古典的で正統的な台湾料理」のことを指し、「酒家菜」や「酒樓菜」とも表記される[7]。日本統治時代に形成され、主に格式の高いレストランやフォーマルな場面で提供され、その起源は皇太子であった頃の昭和天皇が台湾で食べた会席料理に由来する[4]。
2. 家常菜および小吃：
  - 家常菜は「家庭料理」を意味し、明確な起源はなく、料理方法も自由で、台湾島に住んでいる人々が代々家庭で日常的に食べてきたシンプルな料理のことを指す。
  - 小吃とは「夜市や屋台で売られている軽食」のことを指し、カジュアルな場面で楽しむことが一般的である。
3. 辦桌菜：神への祈りや賑やかな祭り、結婚式、葬式などの特別な場で供される料理であり、特徴として、ボリュームのある豚肉料理や、動物を一切殺さずに作った精進料理が同時に提供されている。
4. 在地化的中華料理：台湾国語で「台湾現地で、台湾人の味覚に合わせてアレンジされた中華料理」のことを指す。日本の日式中華にように本場中国の中華料理とは大きく異なり、独自の味付けが多いのが特徴である。
5. 族群特色菜：原住民料理や客家料理など、台湾の郷土料理の総称で、台湾全島で食べられるわけでは無く、特定の文化や風土だけに根ざした料理であり、地域性が色濃く反映されている。

## 歴史
以下は、中華民国外交部の公式サイトに基づき、台湾料理の歴史と発展の流れについて紹介する：
台湾はアメリカやカナダ、オーストラリアと同様に、移民によって構成される地域であり、移民や開拓民が総人口の大部分を占めている。このため、台湾料理のルーツは原住民料理にあるものの、現代の台湾料理には原住民文化の影響はあまり見られない。人口の多い漢民族の移民たちが中国大陸の料理を台湾全土に広め、特に福建料理や一部の客家料理が台湾料理の基礎となっている。一方で、人口の少ない台湾原住民の料理は全島には広がらず、地域ごとの郷土料理として島内の各地に分散している。
台湾料理における中華料理は、中国大陸各地の特徴を持ち、多彩な料理を楽しむことができる。特に厦門・泉州・漳州からもたらされた福建料理は台湾原住民の料理と融合し、台湾料理の起源を形成した。これらの3つの地域からの移民は、漢民族の支系である閩南人が大半を占める。また、同時期に広東省から移住した客家人なども流入し、それらの影響もあってさらに多様な中華料理が台湾社会に浸透した。そして、第二次世界大戦・国共内戦後には中国国民党とともに大陸各地の兵士や料理人が台湾に渡り、北京料理や上海料理・四川料理など、大陸各地の料理が台湾にもたらされていた。
他にも、台湾料理には日本料理の要素も多く取り入れられている。1895年（明治28年）から1945年（昭和20年）にかけての50年間にわたる日本の統治時代を経て、日本料理が台湾民間に広く普及した。特に明治期・大正期の日本料理の影響は現代にも残っており、例えば、おでんや天ぷら、刺し身、寿司、みそ汁、カレーライス、日本酒など広く親しまれている。台湾の寿司は握り寿司の他に稲荷寿司や太巻きが一般的で、酢飯の味付けは日本よりも薄めになっている。また、ホタテやエビ、ブロッコリー、ワカメの粉末を加えた台湾独自の鰹節の素も存在している。台湾の家庭では、中華料理の主菜に寿司や刺し身、天ぷら、みそ汁など日本料理の副菜やスープを組み合わせるスタイルが普及しており、「和華を問わない食文化」が広く受け入れられている。
このようにな複雑な歴史的背景から、中国大陸や日本から渡ってきた料理人たちは台湾で採れる食材をそれぞれの調理法で活用し、台湾人はそれらを全部吸収して独自の料理文化が形成されていった。
第二次世界大戦後に中華民国政府の台湾への移転が行われると、中華民国の歴史を孫文にさかのぼり、中華料理は中華民国の料理とする宣伝が行われた。1971年に国際連合総会において中華人民共和国の中国代表権を認める決議を下し、中華民国が国際連合にとどまれなくなると、台湾は中国全土の料理が食べられる場所とされるようになり、福建料理、湖南料理と共に台湾料理が独自の地方料理の系統として分類されるようになった。このことは、この時代にまたがって料理本を上梓した傅培梅の料理本の記述内容の変遷などにも見て取れる。
- 福建省由来の「刈包」。角煮を蒸しパンで挟んだ台湾式ハンバーガーで、東京ディズニーランドの人気商品として知られている。
- 甘粛省由来の「牛肉麺」。台湾では牛の油・酸菜・もつを加える。日本のラーメンと異なり、油の濃厚よりエキスの匂いが強い。
- 四川省由来の「紅油抄手」、つまり辣油と雲吞の煮込もの。台湾版はあまり辛くない。
- 日本由来の「かき氷」。日本のように氷蜜は使わず、台湾では本物のフルーツと果汁を乗せて盛る。
- 日本由来の駅弁文化。この画像は「台鉄弁当」という台湾国営鉄道の排骨飯弁当。
- 台湾独自の肉かけご飯「滷肉飯（魯肉飯）」。豚肉の皮や脂肪の部分を、台湾の甘醤油で煮込み、完成した肉だれを白飯にかける。
- 台湾独自のチキンフライ「香雞排（大鶏排）」。人の顔よりも大きい鶏肉の量が最大の特徴。
- 台湾独自の主食「肉圓」。その外形から映画アニメ『千と千尋の神隠し』の冒頭部で、千尋の両親が盗み食いした料理と勘違いする日本人が多い。
- 台湾独自の飲み物「タピオカミルクティー」。甘い飲み物の代表格とされ、現在では全世界に進出している。
- 台湾独自のデザート「鳳梨酥」。パイナップル味の南国風味の銘菓。

## 特徴
台湾島の面積は日本の九州と同程度であるが、四方を海に囲まれ、3000メートル級の山々が縦走し、海から山と変化に富んだ地形となっているため、海の幸や山の幸と多彩な食材に恵まれている。
そのため、新鮮な海鮮類や旬の野菜をふんだんに使うのが台湾料理の特徴ともなっている。牛肉、豚肉、鶏肉、鴨肉など、さまざまな肉料理があり、正肉以外にも血液や内臓肉など、食材を余すことなく料理に使われる。この辺りは日本の食文化にも似るが、日本と異なるのはセロリ、パクチー、八角といった特有の香りを持つ食材や香辛料を具材として使ったり、味つけに使うことにある。また、医食同源の考えから漢方医学で使われる食材が多く使われるのも台湾料理の特徴の一つに挙げられる

### 食事の作法
台湾人はおおらかであることも多く、食事の作法としては多くは定められていない。箸の持ち方などは日本の食事の作法のほうが厳しいくらいである。
- スープの器は手で持たない[17]。
- スープは食事の最後に飲む。高齢の人に多い習慣となっている[17]。
- 何種類かの果物が同時に出された際には、甘くないものから食べる。マナーというわけではなく、甘味がわからなくなってしまうという理由からであるが、同席者などから注意を受けることはある[17]。なお、ミニトマトは果物扱いであり、他の果物と同時に出された場合には概ねミニトマトを最初に食べる[17]。

### 中華・和食との比較
上述のように台湾料理は中華料理、中でもあっさりとした味わいが特徴の福建料理がベースとしてあるわけだが、台湾料理もまた福建料理のように一般的な（他の地域の）中華料理と比べた場合、あっさりとした味つけのものが多くなっている。
和食と比べた場合、上記のように日本料理にはあまり使われない特有の香りをもつ食材の使用や、漢方に関する食材を使用されるのが台湾料理の違いに挙げられる。コメが主食なのは同じであるが、日本で作られているコメがほぼうるち米ともち米なのに対し、台湾ではうるち米以外にもインディカ米も使用されるほか、もち米にも丸いもち米と長細いもち米が作られている。インディカ米は砕いて使用されたり、米粉にして使われることが多い。日本では、米粉はアレルギー対策や健康のための「小麦粉の代用品」として使用されることが多いが、台湾では大根餅など米粉でなくては作れない料理が多くある。丸いもち米は団子や甘いお菓子に使用されることが多く、長いもち米はおこわやちまきといった塩気のある炊き込みごはんなどに使われる。
また、使用する食材は同じであっても、台湾料理と和食とでは調理法が違うことも多いが多い。一例として、鶏肉は日本では、焼く、唐揚げにするといったことが多いが、台湾で新鮮な鶏肉が手に入った場合は、まずスープにする。焼いたり、揚げたりするのは2日以上経過して鮮度が落ちた鶏肉を用いる。ブロイラーは揚げもの使い、地鶏は歯ごたえのあるためスープに用いるといった使い分けもされており、鶏がオスかメスかの違いも台湾では考慮される。メスは脂が多く硬くなりにくいため、しっかり焼くときに用い、オスは筋肉質で引き締まっているので、さっぱりした蒸し物やスープなどにと使い分ける。
台湾ではスープは家庭料理の定番のメニューであるが、日本の味噌汁と違い、野菜や肉などがたっぷり入ったスープだけで一品料理として成り立つものが多い。
外食にして、日本と比べた場合、台湾の飲食店の料理は全般的に薄味の店の人気が高い。薄味で美味い料理を提供しているということは、使用している食材が良く、下処理も丁寧で、食材のうまみを活かしており、濃い味で前述の点をごまかしていないと判断されるためである。また、台湾では「薄味のほうが健康的」という感覚が強いことも薄味が好まれる理由に挙げられる。しかしながら、ラーメン屋やハンバーグ店といった日本食店は台湾人には味が濃いことが多いが人気があり、商品名やメニューの紹介に「北海道」や「九州」など、日本の地名が入ると注目度が上がる傾向にある。

## 各地の台湾料理

### 台湾での台湾料理
ひとくちに「台湾料理」と言っても、台湾北部と台湾南部では味付けなどがまったく異なる。日本人がイメージする「台湾料理」は、八角や五香粉が香る料理であるが、これは台北の料理の傾向であり、台南ではほとんどスパイスを使わず、比較的甘めとなっている。
また、台北と台南とでは同じ料理名でも味が違うどころか、形状すら異なっていることもあり、一例では滷肉飯が挙げられる。
台湾料理のうち、比較的ポピュラーなメニューの例としては、以下のようなものがある。

#### 麺類
台湾料理で使う麺は、基本的には華南の特徴である、うるち米を原料としたライスヌードルである。ビーフンが代表的であるが、「米苔目」（ビータイバッ；bí-thai-ba̍k）と呼ばれる太いものもある。これに加えて、華北をルーツに福建省から伝えられた各種小麦粉の麺も用いられる。多くはやや太めの麺であるが、日本のラーメンのように鹹水を使用しないため、全体に白っぽいものが多い。「麺線」(ミースヮー；mī-soaⁿ)と呼ばれる素麺に似た極細麺もある。また、メニューによっては、例えば担仔麺のように、小麦の麺かビーフンか冬粉（ダーンフン；tang-hún）を選択できるものもある。
牛肉麺
牛骨や筋からダシをとったスープにやや太めの麺を入れ、牛肉の角切を煮込んだものや香菜などをトッピングしたもの。元来台湾では貴重な輓獣でもあった牛を食べる習慣はなく、牛肉麺も戦後外省人によってもたらされたものと言われている。現在では台湾料理の最もポピュラーなメニューの一つとして定着している。八角など中華料理特有の香辛料をふんだんに使ってあるため、日本の中華麺とは異なった独特の風味がある。牛肉に加えて牛筋をトッピングしたもの、辛口のもの（紅焼牛肉麺）、カレー風味のもの（咖哩牛肉麺）など、いろいろなバリエーションがある。
担仔麺
エビでだしを取った味噌仕立てのスープに麺を入れ、豚そぼろ肉や刻みネギ、もやしなどがトッピングされている（牛肉麺などと比べると、分量的には一般にやや小ぶりである）。もともとは台南の名物料理であり、中でも「度小月」のものが特に有名。（麺の代わりにビーフンを使ったものもある）また、担仔麺に加えて、香腸（腸詰）や肉団子や肉そぼろなどのサイドメニューを加えることができる。日本では｢タンツーめん」とルビを振る場合が多い。また、名古屋など中京圏で見られる台湾ラーメンは、この担仔麺を元にアレンジしたものである。
麺線
大腸麺線
鰹ダシベースの梅ニンニクのような味のとろみがある汁に細麺を入れた素麺料理。名前の通り「大腸」が輪切りになって入っている。西門町にある阿宗麵線が非常に有名である。性質上取り分けが難しく、店頭で取り分けている姿は一種のパフォーマンスともなっている。小椀（35元）と大椀（50元）がある。さらにトッピングとして辣椒（唐辛子）、蒜醤（ニンニク醤油）、烏酢（ウスターソースに似た調味料。黒酢とは異なる。）の3種類がある。
蚵仔麺線
上記のものの具をカキに代えたもの。台湾各地で一般的である。
猪脚麺線
煮込んだ豚足を具材とする麺線。厄祓いや誕生日に食される。
炒米粉

- 牛肉麺
- 担仔麺
- 蚵仔麵線（カキ入り極細麺）
- 炒米粉

#### 飯類
滷肉飯または魯肉飯
飯の上に煮込んだ豚肉をトッピングして、甘辛いタレをかけたもの（店によりこれに高菜や固ゆで卵などを乗せている）。値段も安く、最も庶民的な料理の一つで人気が高い。地方によっては異なる名称で呼ばれることもあり、台湾北部で滷肉飯と呼ばれる料理と台湾南部で滷肉飯とでは豚肉の形状や味付けなどが異なる。
鶏肉飯
飯の上に蒸して細く裂いた鶏肉を乗せ、甘辛いタレをかけたもの。魯肉飯同様最も庶民的な料理の一つ（嘉義市の「火鶏肉飯」のように、鶏の代わりに七面鳥を使ったバリエーションもある）。
排骨飯
排骨（醤油などで下味を付けた後、薄く衣をつけて油で揚げた豚の骨付きあばら肉）と炒めた野菜などを飯の上に乗せた料理。台鉄弁当など、台湾の駅弁の定番メニューである。
肉粽
台湾風ちまきのことで、味を付けたもち米を、ハスの葉、竹の葉や竹の皮で包んで蒸したもの。豚の角煮やシイタケなどの具を入れる場合もある。具は肉類や海鮮など、店や地方によってさまざまなバリエーションがある。伝統的に、端午節に食べる習慣がある。
- 鶏肉飯

#### おかず類（小菜を含む）
鹹蜊仔
さっと茹でたタイワンシジミをニンニクと共に醤油漬けにしたもの。この種のシジミは日本で一般に食用とされるシジミ類よりは一回り大きいので、可食部の肉も比較的大きい。
菜脯蛋
菜脯（切干大根）の入った玉子焼き。
魩仔魚炒土豆
揚げピーナッツ（炒土豆）としらす干し（魩仔魚）をからからに炒ったもの。
花枝丸
イカ(コウイカ)のすり身に豚の脂身、卵白、片栗粉などに調味料を混ぜて揚げたもの。

#### スープ類
貢丸湯
肉団子入りのスープ。4つに割れている形をした肉団子を出すお店が比較的多い。新竹が有名。
魚丸湯
つみれ入りのスープ。福州風の中に豚肉を包み込んだものが、新北市淡水区などで有名となっている。
蛤蜊湯
ハマグリ入りのスープ。庶民的なスープである。
冬瓜との相性が抜群であり、冬瓜を具として供する場合も多い（冬瓜蛤蜊湯）。
下水湯
鶏の内臓肉（モツ）を煮込んだスープ。「下水」とは台湾でモツ肉という意味である。
花枝羹、花枝焿
イカ（コウイカ）の切り身、またはすり身の団子入りのとろみのついたスープ。
- 貢丸湯
- 下水湯

#### 屋台料理
蚵仔煎
台湾風カキのオムレツ。小ぶりの煎ったカキに細かく刻んだキャベツなどの野菜を加え、卵とサツマイモ澱粉で綴じる。卵を使わない調理法もある。甘辛い赤色のソースをかけて食べる。
棺材板または官財判
揚げた食パンの中をくり抜いてクリームシチューを入れ、さらにパンで蓋をしたもの。棺とは棺の様に置けること、材とは中身が植物的な材料から作ったものであること、板とは全体の形が四角形であること、その三つの理由でこの名前を付けた。しかし棺材板という名前からは死人や亡霊と共に狭い部屋で一緒に住むことを発想しやすく、これはあまりも縁起が悪い為、今の台湾では代わりに同じ発音の官財判(官僚に出世し、財産を持つという意味)で書かれる場合もよくある。台湾のどの地方でも作られるが、もともとは台南の名物料理。パンの中に入れる具は店によっていろいろなバリエーションがある。南部地域の洋食風の屋台料理。
油飯
台湾風のおこわ。水に浸したもち米を豚肉、シイタケなどと油で炒め、醤油等で味付けして蒸したもの。鶏肉や筍などを用いる場合もある。
蘿蔔糕または菜頭粿
日本語の通称は大根餅。千切りにして茹でた大根や、油で炒めた豚ひき肉・エビ・ネギを水でといた米粉と混ぜて蒸した後、表面を油で軽く焼いて食べる。旧正月の定番料理として作られていたが、今や一年中を通して食べられている。香港から伝わり定着したため、飲茶の中の一品としても食べられる。
臭豆腐
豆腐を発酵させた食品。油で揚げる臭豆腐、辛いスープで煮込んだ麻辣臭豆腐、串焼き臭豆腐、蒸し臭豆腐などさまざまな調理法がある。かなり強烈な匂いを発することでも知られており、屋台でこれを揚げているときなどは、10mくらい先からでも匂いでそれとわかる。食べる際には調理時ほど匂いは強烈ではない。
甜不辣
日本から伝わった九州の天ぷら、関東での薩摩揚げにあたる。魚のすり身を揚げて、一口大に切り香辛料をかけて食べる屋台料理。
基隆天麩羅は台湾の甘辛い赤色のソースをかけて食べる。名前の通り基隆がルーツ。胡瓜との相性が良いため、薄切りの胡瓜の甘酢漬けを乗せて出される。
滷味
台湾風煮込み。セルフサービスでお客が肉、野菜、練り物、インスタント麺などを好きな食材を選んでザルに取ると、店員が八角を効かせた味の濃い醤油スープ（滷水）で煮込んでくれる。学生に人気があり、師大夜市などの学生街で多くみられる。
豬血糕
豚の血ともち米を蒸した食品。食べ方は蒸す、煮る、串焼きなど。串焼きにした豬血糕はピーナッツ粉と香菜をまぶして食べる。
肉圓
ぶるんとした皮があり、中は粗い肉団子のような餡が入る。
刈包
台湾風にアレンジされたハンバーガー。
蛋餅

- 蚵仔煎
- 臭豆腐
- 基隆天婦羅
- 花生豬血糕

#### 飲料・デザート
愛玉
愛玉子から抽出した多糖類で固めた黄色いゼリー状の食品。ボウルのような大きな器入れて冷やし固めたものを、お玉などで掬って小分けにし、これに氷を加え、シロップやレモン汁をかけて食べる。黒い仙草と並んで夜市での代表的なデザートメニューのひとつ。
ハンドシェイクドリンク
ドリンクスタンドで販売される冷たい飲料。タピオカティーはハンドシェイクドリンクの定番の一つである。
木瓜牛奶
パパイアの果汁と牛乳を混ぜた飲料。高雄にある「高雄牛乳大王」のものがルーツといわれている。現在では台湾各地に広まっている。
他にもマンゴー、イチゴ、アボカドなど新鮮な果物や野菜の牛乳飲料がある。
刨冰
かき氷。普通の氷を削った刨冰にはマンゴー、イチゴなどの果物やトウモロコシ、ピーナッツなどのトッピングを乗せる。
雪花冰
削った氷に練乳を混ぜて作ったフワフワとした食感のかき氷。
泡泡冰
果物などの材料と氷をかき混ぜて空気を含ませるソフトクリームのような食感のデザート。
豆花
焼石膏で固めた柔らかい豆腐に、黒蜜などのシロップを掛け、煮豆や白玉などをトッピングして食べるデザート。量の割にはカロリーが抑え目で、タンパク質も取れるヘルシーなデザートとして、日本でも女性を中心に人気。
酸梅湯
青梅を燻製にして乾燥させた烏梅を水出し、または煮出した物を濾し、甘草、キンモクセイ、砂糖などを加え、冷やした飲み物である。元となった飲み物は1290年以前の宋の時代の書物「武林舊事」に記述され、清の時代に酸梅湯の名が正式名称として定着した。当初は宮廷でのみ飲まれていたが、次第に民衆に広がった。中華の伝統的な夏の暑さを払う飲み物である。
- 愛玉
- 草莓冰
- 豆花

#### 菓子
太陽餅

鳳梨酥

### 日本での台湾料理
現代の日本では、台湾料理店と称する店舗が増加しており、主にロードサイドに位置している。これらの店舗では「台湾料理」を掲げているものの、実際には本物の台湾料理よりも、日本の町中華・日式中華や、中国の中華料理に近い場合が多い。これらの店舗は必ずしも台湾人が営んでいるとは限らず、特に中国大陸の東北三省（遼寧省・黒竜江省・吉林省）出身の人が多い。日本と中国の国家関係が悪化している中で、日本人にとって良いイメージのある台湾の名前を使うことで、集客を狙っている場合がある。
なお、「台湾」という文字が付けられた料理は、必ずしも台湾料理であるわけではない。たとえば、台湾ラーメンや台湾まぜそばは日本発祥の料理である。一方、台湾カステラのように、台湾に実在する料理だが、本場では「古早味蛋糕」と漢字表記され、日本では日本人に理解しやすいように名前を変え、台湾人が使わない呼称で呼ばれることもある。